# منطقة فراي كانونج
منطقة فراي كانونج (بالإنجليزية: Phra Khanong District)‏ هي منطقة من مناطق بانكوك. يبلغ عدد سكانها 72495 نسمة وذلك حسب إحصائيات سنة 2013. تبلغ مساحتها 9.59 كم².

الموقع في بانكوك